# Diga di Schlattli
La diga di Schlattli è una diga a gravità situata in Svizzera, nel Canton Svitto, nel comune di Svitto.

## Descrizione
Inaugurata nel 1965, ha un'altezza di 25 metri e il coronamento è lungo 40 metri. Il volume della diga è di 6.000 metri cubi.
Il lago creato dallo sbarramento,  ha un volume massimo di 0,36 milioni di metri cubi, una lunghezza di circa 600 m e un'altitudine massima di 550 m s.l.m. Lo sfioratore ha una capacità di 620 metri cubi al secondo.
Le acque del lago vengono sfruttate dall'azienda Elektrizitätswerk des Bezirks Schwyz.